# Evangeliarium van Augustinus van Canterbury

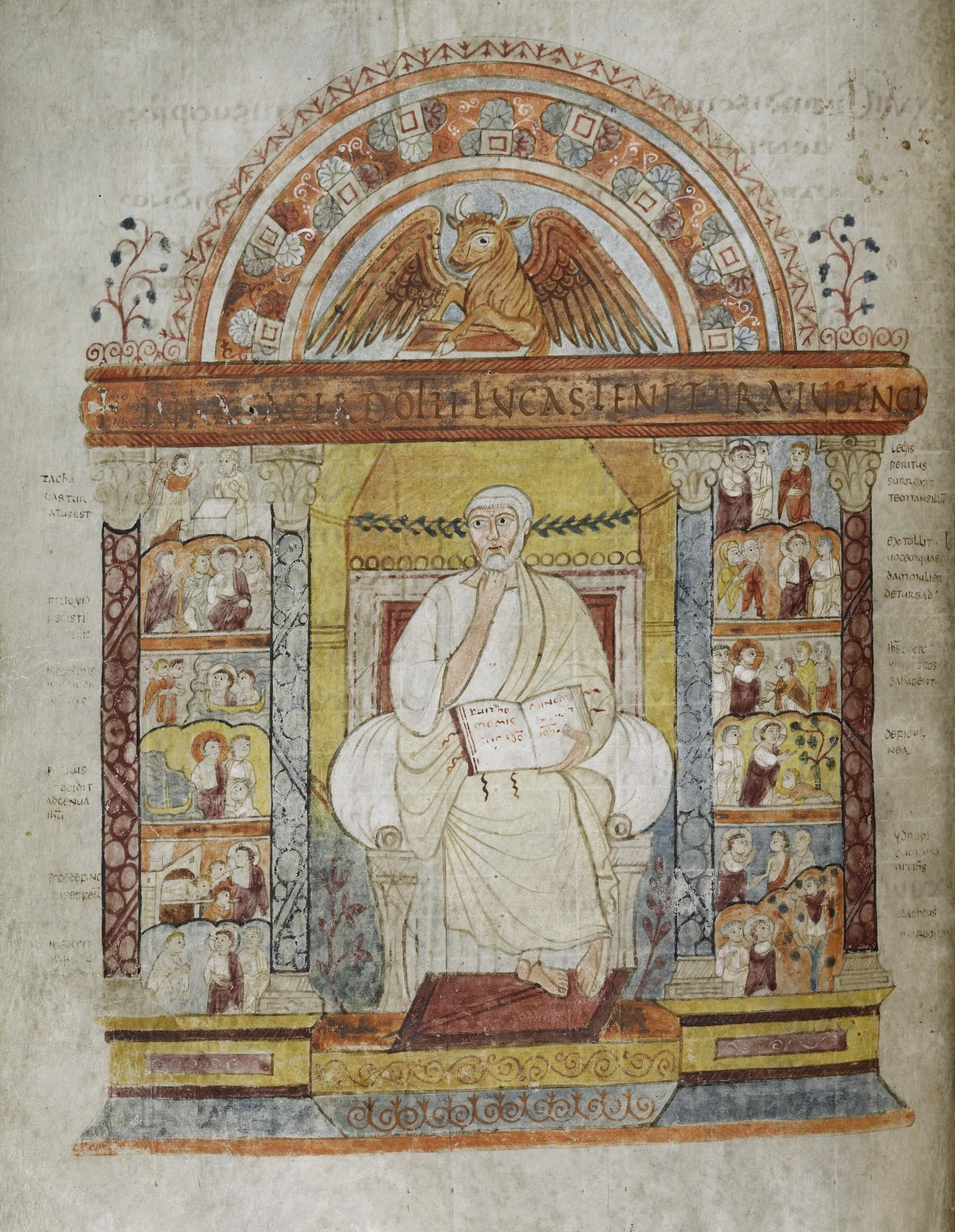
Evangeliarium van Augustinus van Canterbury, f129r, Sint Lucas

Het Evangeliarium van Augustinus van Canterbury is een verlucht evangelieboek geschreven in Italië in de zesde eeuw. Het boek zou kort na zijn creatie meegebracht zijn door Augustinus van Canterbury die in 597 door Gregorius de Grote naar het koninkrijk Kent, in het latere Engeland gezonden werd om daar de Angelsaksen tot het christendom te bekeren. Gedurende de middeleeuwen werd het boek bewaard in de Sint-Augustinusabdij, waar het als een reliek werd behandeld. Bij de opheffing van de abdijen door Hendrik VIII in 1538 kwam het boek terecht in de collectie van Matthew Parker, die het in 1574 aan zijn oud college schonk: het Corpus Christi College in Cambridge; hierdoor ontstond de Parker Library waar het manuscript tot op vandaag bewaard wordt als MS 286.

## Codicologische informatie
Het evangeliarium meet 245 bij 190 mm en bevat 265 perkamenten folia en 2 schutbladen vooraan en zes achteraan. De Latijnse tekst is geschreven in twee kolommen van 25 regels per blad in een fijne unciaal. De woorden zijn aan elkaar geschreven zonder onderbreking. De eerste regel van elke zin gebruikt de volledige kolombreedte, de volgende regels zijn over een paar letterbreedtes geïndenteerd. Deze manier van schrijven wordt ‘per cola et commata’ genoemd en is waarschijnlijk ook de zinsindeling die in het origineel van Hiëronymus werd gebruikt. Elke zin komt overeen met wat een man kon lezen en voordragen in een ademtocht.
Het manuscript bestaat vandaag uit 35 katernen, de meeste van 8 folia waarvan er hier en daar een blad ontbreekt. Katern XI heeft 9 folia van de originele 10, katern 27 heeft er drie van de originele vier en katern 35 heeft er vier. De katernen II tot X hadden een katernsignatuur in de rechterbenedenhoek van het laatste blad, om het werk van de binder te vergemakkelijken. Ze bestaan uit de letter Q gevolgd door de Romeinse cijfers IIII tot XII. De katernen I to III ontbreken blijkbaar wat betekent dat er 22 folia verloren gingen (van het derde katern zijn twee folia bewaard). Dit stemt overeen met de ontbrekende algemene prologen, de tien canontabellen die in de 15e eeuw door Elmham werden beschreven, de gebruikelijke brief van Eusebius aan Carpianus, de proloog op het evangelie van Mattheus en de eerste pagina’s van de capitula voor Mattheus. Apart van de ontbrekende pagina’s toont de collatie aan dat het manuscript intact is.

## Inhoud
Het handschrift bevat een Latijnse vertaling door Hiëronymus van de originele Griekse evangeliën van het Nieuwe Testament.
- ff1r-74r: Evangelie volgens Mattheus
- ff75r-77r: Capitula en proloog op het Marcus evangelie
- ff77r-124r: Evangelie volgens Marcus
- f125r: Miniatuur met 12 scènes uit het passieverhaal
- ff126v-129r: Capitula en proloog op Lucas
- f129v: Evangelistenportret van Lucas
- f130r-205v: Evangelie volgens Lucas
- f206r-207v: Proloog en capitula op Johannes
- f208r-265v: Evangelie volgens Johannes

Daarnaast bevat het manuscript verschillende notities over eigendomsoverdrachten en dergelijke, onder meer op f74v, f77v en op diverse schutbladen, gedateerd op 850, 990-1005, 1146 en 1224-1252 tijdens het abbatiaat van Robert de Bello en een reliekenlijst uit de twaalfde eeuw.

## Herkomst
|                                     |  |  |
| Afbeeldingen bij de Lucas-miniatuur |  |  |

Augustinus, prior van het klooster van Sant’Andrea in Rome, werd in 597 door paus Gregorius de Grote met een aantal van zijn medebroeders naar het koninkrijk Kent gezonden werd, om daar de Angelsaksen tot het christendom te bekeren. Nadat hij koning Æthelberht van Kent overtuigd had om christen te worden, richtte hij een abdij op, net buiten de stadsmuren van Canterbury, origineel toegewijd aan de heiligen Petrus en Paulus, de patroonheiligen van Rome. Beda vermeldde in zijn Historia ecclesiastica gentis Anglorum dat Gregorius in 601 nog allerlei benodigdheden voor de goede werking van de kerk van Engeland stuurde om Augustinus bij zijn taak te helpen. Hierbij was onder meer een grote verzameling boeken (codices plurimos). Humpfrey Wanley (1672-1726) identificeerde twee evangelieboeken uit die zending, op basis een 15e-eeuwse beschrijving uit de Sint-Augustinusabdij, met dit evangelieboek en met een boek bewaard in de Bodleian Library. Deze thesis werd vrij kritiekloos aanvaard door zijn collega’s, maar ondertussen is dit wel verder onderzocht.
Er zijn een aantal zaken die kunnen gedocumenteerd worden. Er werden verbeteringen aan de tekst en nota’s bij de afbeeldingen aangebracht in een Zuid-Engels schrift uit de zevende eeuw, wat bewijst dat het manuscript zich in Engeland bevond in de zevende eeuw. Een contract tussen de Sint-Augustinusabdij en een vrouw Ealhburg genoemd, werd omstreeks 850 toegevoegd op f74v Een andere overeenkomst tussen de abdij bij name van abt Wulfric en een zekere Ealdred dateert tussen 989 en 1005. Men kan het dus als vaststaand beschouwen dat het manuscript zich in de Sint-Augustinusabdij bevond van in de Angelsaksische tijd tot in de 16e eeuw en dat het waarschijnlijk werd bewaard met de relieken.
Er zijn ook middeleeuwse bronnen die het boek vermelden bij de bezittingen van de abdij. Een eerste is de kroniek van Thomas Sprott uit de late 13e of de vroege 14e eeuw. Sprott vermeldde de Bijbel van Gregorius en zijn Evangeliarium die samen met andere relieken en gewaden door Gregorius uit Rome naar Augustinus werden gestuurd. Ook in de Speculum Augustinianum van Thomas Elmham, gedateerd op 1414, worden de boeken door Gregorius naar Augustinus gestuurd beschreven en afgebeeld op een schets van het hoofdaltaar als tentoongestelde relieken.
Uit studie van de tekst blijkt dat het evangeliarium een versie is van de Vulgaat, maar een uitgebreide studie van Hans Hermann Glunz in 1933, stelde vast dat er meer dan 700 verschillen waren tussen de tekst van MS. 286 en die van de Vulgaat. Het was bekend dat Gregorius, hoewel een pleitbezorger van de Vulgaat, dikwijls tekstfragmenten uit de Vetus Latina gebruikte, onder meer in zijn homilieën over de evangeliën van 593. Hiervan bevindt zich een exemplaar in de Parker Library als MS 69 en vergelijking toonde aan dat, telkens in MS 286 een tekstdeel uit de Vulgaat vervangen werd door een uit de Vetus Latina, dit ook het geval was in de homilieën van Gregorius. Hieruit kan men afleiden dat ons evangeliarium afkomstig was uit het scriptorium van Gregorius in Rome.

## Boekverluchting
Naast de twee volbladminiaturen die vandaag nog in het handschrift aanwezig zijn, kon men aan de hand van ontbrekende folia in de katernen nog andere plaatsen aanwijzen waar zich miniaturen bevonden.
Zo was er naar alle waarschijnlijkheid een afbeelding van alle evangelisten in het handschrift aanwezig. Bij het begin van het Mattheus evangelie zijn duidelijk kleursporen te zien achtergelaten door een miniatuur op de tegenoverliggende bladzijde. Hetzelfde geldt voor folium 77 bij het begin van het Marcus evangelie waar een bladzijde ontbreekt en waar er ook verfsporen achtergebleven zijn op de tegenoverliggende pagina. Bij het Johannes evangelie kan men hetzelfde vaststellen na folium 205, bij het begin van de proloog. Sporen van afdrukken van volbladminiaturen analoog aan die van het passieverhaal bij het begin van het Lucas evangelie, werden gevonden op folium 215v. Er waren dus nagenoeg zeker vier evangelistenportretten en waarschijnlijk ook nog drie folia met illustraties van de evangelies.

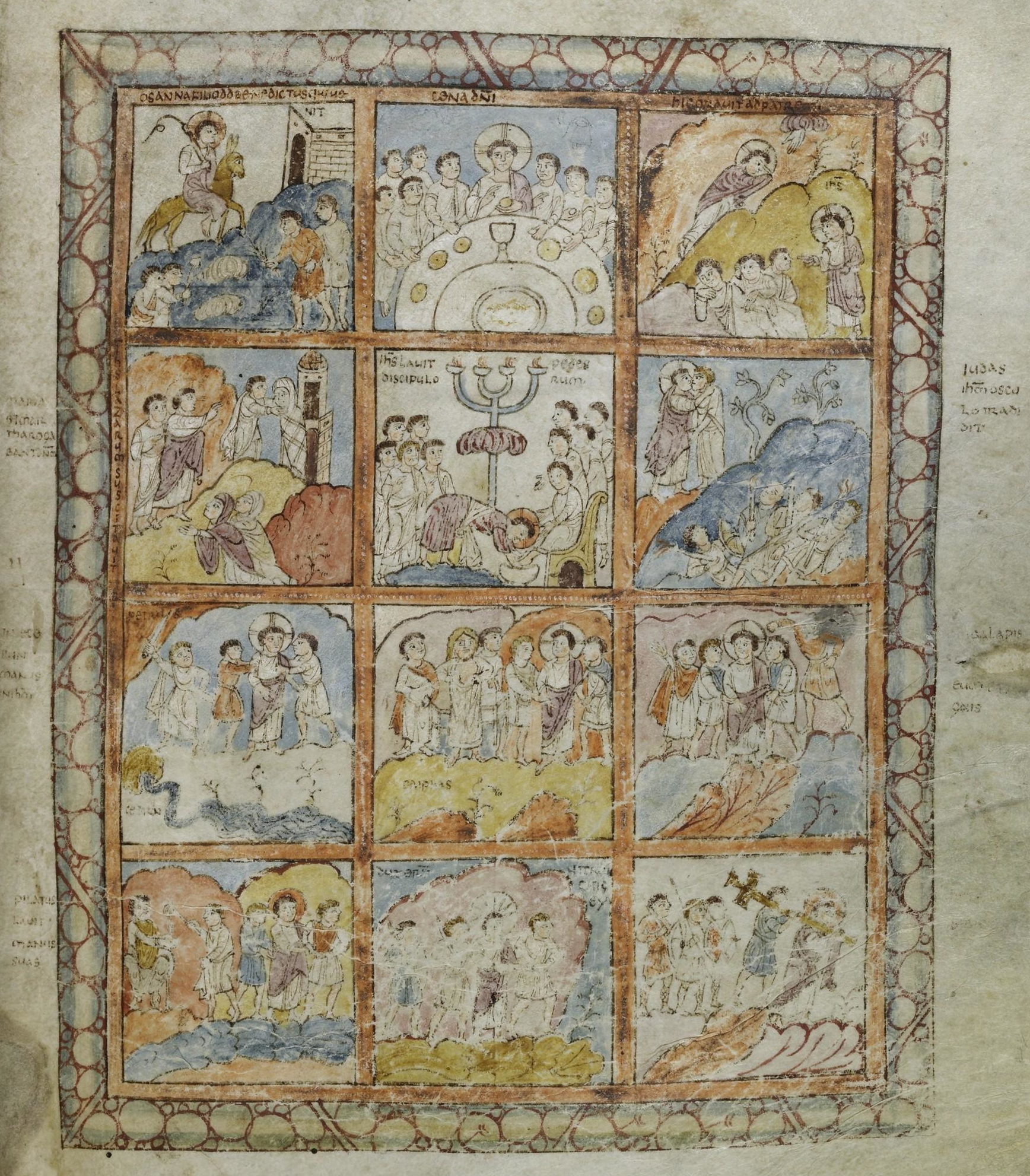
Evangeliarium van Augustinus van Canterbury, f125r, het passieverhaal

De passiescènes op folium 125 recto bestaan uit twaalf vierkante tekeningen (drie kolommen met vier tekeningen per kolom) gevat in een kader van rood geaderd marmer. We zien:
- De intrede in Jeruzalem
- Het Laatste Avondmaal
- Jezus wake in de olijfhof
- De opwekking van Lazarus
- De voetwassing
- De Judaskus
- De gevangenneming van Christus
- Christus voor Kaifas
- De bespotting van Christus
- Pilatus wast zijn handen
- Christus wordt weggeleid om gekruisigd te worden
- De kruisdraging

De opwekking van Lazarus hoort niet thuis in de passiecyclus en de voetwassing zou het laatste avondmaal moeten voorafgaan. De kruisiging, de kruisdood, de graflegging en de verrijzenis ontbreken in dit verhaal, maar het is zeer waarschijnlijk dat die op een volgende pagina geïllustreerd waren. Een eerste pagina bevatte dan misschien scènes uit het leven van Christus voor het passieverhaal.
De tweede miniatuur, het evangelistenportret van Lucas op folium 129 verso toont ons een Romeinse senator gezeten op een troon met zijn benen gekruist en een boek op zijn schoot dat hij toont aan de toeschouwer. Aan weerszijden van de troon staan telkens twee marmeren zuilen die een linteel dragen, met daarop een grote boog. In de boog is het symbool van de evangelist Lucas voorgesteld: een gevleugeld rund. Tussen de zuilen aan beide zijden van de troon ziet men een reeks van telkens zes kleine tekeningen. met taferelen uit het Lucasevangelie. De tekeningen worden beschreven in een tekst naast de tekening, die geschreven is in een  Engels schrift uit de achtste eeuw.
Dit handschrift is van uitzonderlijke betekenis voor de geschiedenis van de Christelijke Iconografie. Vergelijkbare manuscripten zoals de Codex purpureus Rossanensis, de Codex Sinopensis zijn in het Grieks en van Byzantijnse makelij; de Rabulla Evangeliën zijn Syrisch. De miniaturen in dit handschrift zijn dus bij de oudste voorbeelden van West-Romeinse miniatuurkunst die bewaard zijn gebleven. Hei is trouwens moeilijk deze miniaturen te vergelijken met werk uit dezelfde periode voor de eenvoudige reden dat er geen vergelijkingsmateriaal beschikbaar is. De stijl van de tekeningen in het manuscript is duidelijk klassiek. De voorstelling is driedimensioneel  en geschilderd in de zachte mediterrane kleuren die we kennen van Romeinse fresco’s. Vergelijking met de Vergilius Romanus afkomstig uit de 5e eeuw leert dat de tekeningen veel vereenvoudigd, gestileerd zijn, bijvoorbeeld de gewaadplooien zijn afgebeeld met kalligrafische lijnen waarop geen enkele poging tot modellering is toegepast.
Sommige onderzoekers waren de mening toegedaan dat de miniaturen in het evangeliarium van Augustinus gemaakt zouden zijn in Engeland in de achtste eeuw, naar het voorbeeld van antieke miniaturen die op een of andere manier in Engeland terecht waren gekomen. Het feit dat de miniaturen geschilderd zijn op originele bladzijden van de katernen die ook de tekst bevatten spreekt dit tegen, maar ook de stijl en de kleur van de Augustinus miniaturen lijken niet op die van bekende Engelse miniaturen uit de achtste eeuw. Zowel de David-miniatuur in de 'Cotton Ms. Vespasian A. I' als de evangelisten in de Codex Aureus in Stockholm wijken duidelijk meer af van de laatantieke voorbeelden dan de miniaturen in het Augustinus evangeliarium en de kleur is duidelijk verschillend. Tot nader order gaat men er dan ook van uit dat de miniaturen in dit evangeliarium deel uitmaken van het originele werk en uit de zesde eeuw stammen.